# Lance Armstrong
Lance Armstrong, rodným jménem Lance Edward Gunderson (* 18. září 1971 Plano, Texas) je bývalý americký profesionální cyklista, nejvíce známý za své působení v nejprestižnějším cyklistickém závodu světa Tour de France, který sedmkrát za sebou vyhrál. Všechny tituly mu byly posléze odebrány kvůli dopingu.
Ve druhé polovině 90. let se vyléčil ze zhoubného novotvaru varlete a vrátil se do profesionální cyklistiky. Během své sportovní kariéry obdržel řadu mezinárodních ocenění, včetně cen Sportovec roku od časopisu Sports Illustrated (2002) a Světové sportovní ceny Laureus (2003).
Roku 2012 po dopingové aféře o mnohá ocenění přišel. Americká antidopingová agentura mu odebrala všech sedm triumfů z Tour de France, a tak jej doživotně distancovala z cyklistických závodů.

## Život

### Sportovní začátky
Armstrong zahájil svou sportovní kariéru jako triatlonista. V šestnácti letech se stal profesionálním triatlonistou a v letech 1989 a 1990 získal titul národního mistra v triatlonu.
U triatlonu však nevydržel. Největší talent projevil v jízdě na kole, rozhodl se tedy věnovat výhradně cyklistice. Absolvoval několik amatérských závodů a v roce 1991 potvrdil svůj talent vítězstvím amatérského mistrovství Spojených států. Po Olympijských hrách v roce 1992, kde obsadil 14. místo v silničním závodě, se stal profesionálním cyklistou. Následující rok byl pro Armstronga plný triumfů. Vyhrál sérii tří prestižních závodů ve Spojených státech (dotovaných jedním milionem dolarů), v červenci se ve svých jednadvaceti letech stal nejmladším jezdcem, který dosáhl etapového vítězství na Tour de France a na mistrovství světa v silniční cyklistice se stal také historicky nejmladším vítězem. Až do roku 1995 nikdy nedokončil celou Tour de France. Teprve v tomto roce, kdy skončil celkově na 36. místě, se cítil fyzicky i psychicky dost silný na to, aby tento náročný a vyčerpávající závod dokončil.

### Boj srakovinou
Na podzim roku 1996, konkrétně 2. října, diagnostikovali lékaři Armstrongovi testikulární rakovinu – třetí, nejtěžší stadium rakoviny varlat s rozsáhlými metastázemi do plic. Varovné příznaky zhoubné nemoci Armstrong pociťoval již několik měsíců (stupňující se bolest v tříslech, úporné bolesti hlavy, špatné dýchání), považoval je však za důsledek nadměrného zatížení organismu po náročném tréninku a mnoha závodech. Proto vyhledal lékařskou pomoc tak pozdě. Jeho šance na přežití odhadli onkologové na méně než 50 procent. Podstoupil okamžitě chirurgický zákrok a zahájil chemoterapii. V průběhu léčby objevili lékaři další dva nádory na mozku, jeden nad centrem zraku a druhý nad centrem koordinace. Následovala další operace a další chemoterapie, tentokrát nikoli v Houstonu, kde mu nabízeli léčbu pomocí agresivní chemoterapie, která by ale ochromila jeho tělo tak, že by zničila veškerou naději na návrat k cyklistice. Na počátku svého onemocnění začal Armstrong studovat vše o rakovině. Pročetl spoustu odborných knih a odborných časopisů o rakovině. Byl ve spojení s více odborníky, se kterými konzultoval svůj stav. V další fázi léčby dal na jejich radu a rozhodl se pro alternativní způsob léčby, kterou praktikovali v nemocnici v Indianopolisu. Tato forma léčby minimalizovala vedlejší účinky chemoterapie a dávala šanci vyléčit se z rakoviny a natolik se fyzicky zotavit, aby mohl znovu závodit. A to byl důvod, proč se Armstrong rozhodl pro léčbu v Indianopolisu. 13. prosince 1996 podstoupil poslední chemoterapii. Po několika týdnech výsledky ukázaly, že je Armstrong vyléčený. Trvalo však riziko, že se nemoc během následujících dvanácti měsíců vrátí. Na podzim 1997 mu lékaři potvrdili, že už existuje jen minimální možnost, že by se nemoc vrátila.

### Návrat
Armstrong po svém úplném vyléčení znovu sedl na kolo a začal trénovat. V září 1997 uspořádal tiskovou konferenci, aby ohlásil svůj návrat do cyklistiky v sezoně 1998. V té době už věděl, že stáj Cofidis s ním ukončila smlouvu. Na tiskové konferenci vysvětlil svou situaci a doufal, že brzy dostane odpovídající nabídku od jiného týmu. Žádná evropská stáj mu neudělala finančně přijatelnou nabídku. Jeho agent objevil stáj U. S. Postal, novou organizaci, založenou a sponzorovanou Američany. I oni však ze začátku nabízeli nízký základní plat a Armstrong se už vzdával naděje na závodění. Pak došlo ke zlomu v jednání, U. S. Postal ustoupila a přistoupila na Armstrongovy požadavky. Uzavřeli smlouvu a on se stal opět závodníkem. Jeho prvním závodem po osmnácti měsících byl pětidenní závod napříč Španělskem. Skončil na vynikajícím čtrnáctém místě. Dva týdny nato se zúčastnil závodu Paříž–Nice, který je řazen mezi nejnáročnější etapové závody. Jedná se o osmidenní trasu, známou svým drsným, sychravým počasím. V první etapě Armstrong vzdal. Byl rozhodnut definitivně s cyklistikou skončit: dokázal sobě i mnoha dalším, co chtěl – že je možné nejen vyléčit se z rakoviny, ale vrátit se i k závodění. To mu v ten moment stačilo. Krizi, kdy po několik týdnů vůbec nesedl na kolo, překonal jen díky manželce a nejbližším přátelům. Opět se vrátil do závodního pelotonu. 1. října 1998, dva roky ode dne, kdy mu stanovili diagnózu rakoviny, dojel čtvrtý na Vueltě. Tento výsledek v náročném třítýdenním etapovém závodě ukázal, že se nejen vrátil, ale že se vrátil lepší. Předtím sbíral úspěchy v jednodenních závodech, ale nikdy nebyl schopný konkurovat někomu v delších etapových závodech. Po skvělém umístění na Vueltě se upnul k jedinému cíli – vítězství na Tour de France. Podřídil tomu veškerou přípravu a nejen on, ale i celý tým U. S. Postal. V červenci 1999 po první etapě tohoto nejprestižnějšího závodu si oblékl žlutý trikot vedoucího jezdce. Žlutý trikot mu patřil i v cíli jako celkovému vítězi. Byl to triumf, kterému před začátkem Tour málokdo věřil. V dalších letech se pak zúčastňoval jen minima závodů a veškerou svou přípravu směroval k Tour de France. Díky své ohromné vůli, značné podpoře týmu a užívání dopingu se mu podařilo to, co nedokázal nikdo jiný před ním – vyhrát sedmkrát v řadě náročný třítýdenní etapový závod Tour de France. Oslnivou sportovní kariéru zakončil v roce 2005 v Paříži po svém sedmém vítězství na Tour de France. Sportu zůstal i nadále věrný. Na podzim roku 2006 se například poprvé zúčastnil slavného běžeckého maratónu v New Yorku, v roce 2007 dokončil v čase 2:46:43 na 698. místě.

### Pokračování vkariéře
V září 2008 ohlásil Lance Amrstrong svůj opětovný návrat k cyklistice a naplánoval si první start v sezóně 2009 na leden, kdy by se měl zúčastnit Tour down under. Ačkoliv by tak porušil antidopingová pravidla, udělila mu UCI výjimku (Armstrong dostal od UCI svolení k návratu, ). Armstrong také proklamoval, že se nejspíš zúčastní Tour de France a Giro d'Italia. Giro nakonec dokončil na 12. místě se ztrátou 15 minut a 59 sekund na vítěze, jímž se stal Děnis Meňšov. Tour de France dojel na 3. místě se ztrátou 5 minut a 24 sekund na vítězného Alberta Contadora, s nímž zpočátku bojoval o roli lídra v týmu Astana.
Poslední týden Tour de France 2009 ohlásil, že spolu s Johan Bruyneelem zakládá tým Team RadioShack. Do týmu přecházejí z Astany tyto hvězdy Archivováno 31. 3. 2010 na Wayback Machine..
V listopadu 2009 oznamuje v rozhovoru pro CNN, že chce Tour de France 2010 vyhrát a že bude ještě v lepší formě než v roce 2009. Při rozhovoru dále prohlašuje, že nepojede Giro d'Italia a místo něj pojede ve stejných týdnech závod Tour of California. Jeho slova se však nevyplnila a po dobu Tour de France 2010 se spíše trápil a po připletení se do několika kolizí ztratil veškerou šanci na svůj poslední úspěch. Do Paříže dojel na 23. místě.

### Příčiny úspěchu
10. října 2012 zveřejnila americká antidopingová agentura USADA zprávu k Armstrongovým dopingovým praktikám. Zpráva konstatuje, že úspěchů celého týmu US Postal a Lance Armstronga bylo dosaženo podáváním dopingu v takové míře, jaká nebyla ve sportovní historii ještě zaznamenána.
Někteří odborníci dříve připisovali příčiny úspěchu Armstrongově schopnosti tvrdě trénovat nebo jeho fyzickým a psychickým vlastnostem:
- Nadprůměrná dechová kapacita – v šestnácti letech při testování na Cooperově klinice v Dallasu mu naměřili nadměrnou vitální kapacitu plic, což je objem kyslíku, který dokáže nadechnout (v uvedeném zařízení dodnes nenaměřili nikomu vyšší hodnoty, než měl Armstrong). Dle jeho internetových stránek je jeho VO2max=83,6 (ml/kg)
- Kyselina mléčná – produkuje méně kyseliny mléčné než většina lidí. Kyselina mléčná je chemická látka vznikající při svalové práci, její hromadění ve svalech je příčinou únavy.
- Změna postavy – rakovina mu zcela přestavěla postavu. Při chemoterapii ztratil vypěstované svalstvo, po uzdravení se už do původního stavu nevrátilo. Štíhlejší, téměř vychrtlá postava způsobila lehkost, kterou dříve na kole nepociťoval. K dobrému sprintu přidal po návratu i kvalitní vrchařské schopnosti.
- Psychika – z boje s rakovinou vyšel silnější fyzicky, ale především psychicky.

Jeho trenér Chris Carmichael tvrdil, že za úspěchem stojí změna stylu šlapání. Především vylepšení efektivity přenosu síly na pedál a také jeho frekvenční styl, který je naprosto odlišný od tradičního silového pojetí jízdy do kopce. Opačným extrémem může být např. Jan Ullrich.
Mnozí lidé Armstrongovy úspěchy připisovali i používání nelegálních látek, zejména látky zvané activogen. Kontroverzní byla také jeho spolupráce s doktorem Michelem Ferrarim. Nicméně Lanci Armstrongovi nebyl nikdy až do roku 2012 doping prokázán. Jen jeden jeho test ukázal přítomnost dopingu. Vzorek jeho moči odebraný během Tour de France 1999 obsahoval stopy erythropoetinu, ale v množství, které nestačilo na pozitivní nález. Později se prokázal lékařským osvědčením, že používal krém, který tuto látku obsahoval. Jak se však ukázalo v roce 2013, Armstrong skutečně dopoval.

### Doping
V roce 2012 Antidopingová agentura USA (USADA) obvinila Armstronga z užívání nedovolených a zakázaných podpůrných prostředků. Doping mu byl prokázán a přišel o všech sedm titulů z Tour de France,[nedostupný zdroj] vítězi závodu z let 1999–2005 se však zpětně nestali druzí v pořadí Zülle (1999), Ullrich (2000, 2001, 2003), Beloki (2002) a Basso (2005), kteří rovněž mají dopingovou minulost, a Klöden (2004).
Armstrong reagoval podáním žaloby na USADA, podle které agentura porušuje ústavní právo sportovců na spravedlivý proces a nemá pravomoc vést tento případ. Travise Tygarta, ředitele USADA, pak obvinil z osobní msty. Jeho žaloba byla vzápětí zamítnuta, neboť soudce Sam Sparks ji označil za snahu získat veřejné mínění na svou stranu. Doslova prohlásil: „Tento soud nevyjde vstříc Armstrongově touze po publicitě, očerňování a prospěchářství pročítáním osmdesáti – z větší části zbytečných – stránek, které obsahují mizivé množství informací souvisejících s jeho případem.“ Armstrong reagoval podáním nové žaloby, která byla oproti původní zredukována z 80 na 25 stran. I nadále v ní tvrdí, že USADA poškozuje jeho ústavní práva a nemůže jej obviňovat a sankcionovat.
Dne 23. srpna 2012 Armstrong na svém webu prohlásil, že už nemá sílu dál bojovat s USADA. Agentura následně oznámila, že Armstrongovi odebere všech sedm titulů z Tour de France. Rozhodnutí USADA potvrdila Mezinárodní cyklistická unie (UCI) dne 22. října 2012. Pat McQuiad, její šéf, doslova prohlásil: „Pro Lance Armstronga není v cyklistice místo. … UCI se nebude odvolávat proti zprávě Americké antidopingové agentury (USADA), potvrzujeme její závěry a zbavujeme Armstronga všech jeho titulů.“
14. ledna 2013 natočila Oprah Winfreyová s Armstrongem rozhovor pro svou talk show a ještě před jejím odvysíláním potvrdila informace médií, že cyklista v rozhovoru poprvé připustil, že užíval zakázané látky. Armstrong se stejný den také omluvil zaměstnancům nadace Livestrong, jíž byl dlouhá léta hlavním reprezentantem. V rozhovoru s Winfreyovou Armstrong mj. přiznal, že během svých sedmi vítězství na Tour používal zakázané látky, že používání dopingu považoval za normální a že byl hnán touhou po vítězství. Přiznal také, že šikanoval lidi, kteří již dříve na jeho dopování upozorňovali. Bývalou masérku týmu Emmu O'Reillyovou například označil za prostitutku a alkoholičku, o Betsy Andreuové, manželce svého týmového kolegy Frankieho Andreua, zase prohlásil, že je šílená a děvka. Po jeho přiznání jej kritizovala celá řada osobností.

## Rodina
Velkou oporou při návratu do života i cyklistiky mu byla jeho manželka Kristin Richard. S ní se seznámil měsíc po skončení chemoterapie na tiskové konferenci, kde vyhlásil založení nadace na boj s rakovinou. V roce 1999 se jim narodil po umělém oplodnění syn Luke. A stejným způsobem o dva roky později se narodila dvojčata Isabelle a Grace. Manželství, které prošlo mnoha těžkými zkouškami bylo v roce 2004 rozvedeno. Od konce 2003 do začátku 2006 žil Armstrong s americkou zpěvačkou Sheryl Crow.

## Nadace
Úspěšné uzdravení inspirovalo Armstronga k založení nadace Lance Armstrong Foundation. Vznikla roku 1997. Jejím cílem je pomoci lidem, kteří trpí rakovinou a především jim dát sílu a naději. Tato nadace patří mezi nejvlivnější organizace tohoto druhu. Poskytuje informace lidem bojujícím s rakovinou, pořádá veřejné přednášky a financuje vědecké průzkumy.
Po dopingovém skandálu však někteří dárci požadují své dary zpět, protože se cítí být podvedeni.

## Dosažená umístění

### 1991
- 1. místo – Amatérské mistrovství Spojených států
- 1. místo – Settimana Bergamasca

### 1992
- 1. místo – La Primavera Tour
- 1. místo – Thrift Drug Classic
- 1. místo – First Union Grand Prix
- 2. místo – Mistrovství v Curychu
- 8. místo – Coppa Bernocchi
- 12. místo – Tour DuPont
- 14. místo – Tour of Galicia
- 14. místo – Olympijské hry – silniční závod

### 1993
- 1. místo – Mistrovství světa v silniční cyklistice
- 1. místo – Tour of Galicia
- 1. místo – Thrift Drug Classic
- 1. místo – Trofeo Laigueglia
- 1. místo – Tour of America
- 2. místo – Tour DuPont
- 3. místo – Tour of Sweden
- 5. místo – Leeds Classic
- 9. místo – Paříž–Nice
- 14. místo – Mistrovství v Curychu
- Tour de France – 1. etapové vítězství

### 1994
- 1. místo – Thrift Drug Classic
- 2. místo – Klasika San Sebastian
- 2. místo – Tour DuPont
- 2. místo – Lutych-Bastogne-Lutych
- 7. místo – Mistrovství světa v silniční cyklistice
- 7. místo – Tour de Suisse

### 1995
- 1. místo – Klasika San Sebastian
- 1. místo – Tour of America
- 1. místo – Tour DuPont
- 2. místo – Thrift Drug Classic
- 6. místo – Lutych-Bastogne-Lutych

### 1996
- 1. místo – Tour DuPont
- 1. místo – Fleche Wallone
- 2. místo – Paříž–Nice
- 2. místo – Tour of Holland
- 2. místo – Lutych-Bastogne-Lutych
- 2. místo – Grand Prix Eddy Merckx
- 4. místo – Grand Prix Suisse
- 6. místo – Olympijské hry – časovka
- 8. místo – Grand Prix Harelbeke
- 11. místo – Milán - San Remo
- 12. místo – Olympijské hry – silniční závod

### 1998
- 1. místo – Tour of Luxembourg
- 1. místo – Cascade Classic
- 1. místo – Kritérium Ride for the Roses
- 2. místo – First Union Invitational
- 4. místo - Vuelta a España
- 4. místo – Tour of Holland
- 4. místo – Mistrovství světa v silniční cyklistice
- 4. místo – Mistrovství světa v časovce

### 1999
- 1. místo – Tour de France (odebráno)
- 1. místo – Dauphine Libere
- 2. místo – Kritérium Ride for the Roses
- 2. místo – Amstel Gold Race
- 7. místo – Tour of Aragon

### 2000
- 1. místo – Tour de France (odebráno)
- 1. místo – Grand Prix Eddy Merckx
- 1. místo – Grand Prix des Nations
- 2. místo – Paříž – Camembert
- 3. místo – Olympijské hry – časovka (odebráno)
- 3. místo – Classique des Alpes
- 3. místo – Dauphine Libere
- 7. místo – Grand Prix Miguel Indurain
- 13. místo – Olympijské hry – silniční závod

### 2001
- 1. místo – Tour de France (odebráno)
- 1. místo – Tour de Suisse
- 2. místo – Amstel Gold Race
- 2. místo – Classique des Alpes
- 8. místo – Setmana Catalana

### 2002
- 1. místo – Tour de France (odebráno)
- 1. místo – Dauphine Libere (odebráno)[20]
- 2. místo – Mezinárodní kritérium
- 3. místo – Mistrovství v Curychu
- 4. místo – Amstel Gold Race
- 6. místo – Grand Prix San Francisco

### 2003
- 1. místo – Tour de France (odebráno)
- 1. místo – Dauphine Libere (odebráno)[20]
- 8. místo – Amstel Gold Race

### 2004
- 1. místo – Tour de France (odebráno)
- 1. místo – Midi Libre
- 1. místo – Tour de Georgia
- 3. místo – Mezinárodní kritérium
- 4. místo – Dauphine Libere

### 2005
- 1. místo – Tour de France (odebráno)
- 1. místo  Bodovací soutěž Critérium du Dauphiné Libéré

### 2009
- 12. místo – Giro d'Italia
- 3. místo – Tour de France

### 2010
- 2. místo Tour de Suisse
- 3. místo Kolem Lucemburska
- 7. místo Vuelta a Murcia

## Celkové pořadí na velkých etapových závodech
|                 | 1993 | 1995 | 1996      | 1998 | 1999          | 2000          | 2001          | 2002          | 2003          | 2004          | 2005          | 2009 | 2010 |
| --------------- | ---- | ---- | --------- | ---- | ------------- | ------------- | ------------- | ------------- | ------------- | ------------- | ------------- | ---- | ---- |
| Tour de France  | 93.  | 36.  | odstoupil | –    | 1. (odebráno) | 1. (odebráno) | 1. (odebráno) | 1. (odebráno) | 1. (odebráno) | 1. (odebráno) | 1. (odebráno) | 3.   | 23.  |
| Giro d'Italia   | –    | –    | –         | –    | –             | –             | –             | –             | –             | –             | –             | 11.  | –    |
| Vuelta a España | –    | –    | –         | 4.   | –             | –             | –             | –             | –             | –             | –             | –    |      |